# Apamea polyglypha
Apamea polyglypha là một loài bướm đêm trong họ Noctuidae.